# Resolució 1144 del Consell de Seguretat de les Nacions Unides
La Resolució 1144 del Consell de Seguretat de les Nacions Unides fou adoptada per unanimitat el 19 de desembre de 1997. Després de recordar la Resolució 1103 (1997) sobre la Missió de les Nacions Unides a Bòsnia i Hercegovina (UNMIBH) i la International Police Task Force (UN-IPTF) a Bòsnia i Hercegovina, el Consell va prorrogar el mandat de totes dues fins al 21 de juny de 1998.
El Consell va reconèixer la missió de la UNMIBH i especialment de la IPTF per la seva important important tasca a Bòsnia i Hercegovina, inclosa la reestructuració de la policia, la formació, les inspeccions d'armes, promoció de la llibertat de moviment i l'assistència a les eleccions. La presència dels monitors de la IPTF depenia dels acords de seguretat i una força militar internacional creïble.
El mandat de la UNMIBH es va estendre amb la perspectiva d'una nova renovació llevat que hi hagués canvis en les mesures de seguretat proporcionades per la Força d'Estabilització. Va donar suport a les recomanacions de la Conferència d'Implementació de la Pau de Bonn i s'encoratjà al Secretari General Kofi Annan a dur a terme una reestructuració de la IPTF i de mantenir informat el Consell sobre els avenços i informar cada tres mesos sobre el mandat de la UNMIBH en general. Altres mesures incloses eren entrenament de la policia per tractar amb el control de multituds, retorn dels refugiats, el crim organitzat, la corrupció, el terrorisme i el contraban. Es va instar els Estats membres a proporcionar capacitació, equipament i altres ajuts a les forces policials locals.
Finalment, la resolució va retre homenatge a les víctimes d'un accident d'helicòpter el 17 de setembre de 1997, que portava membres de l'Oficina de l'Alt Representant per Bòsnia i Hercegovina, l'IPTF i el programa d'assistència bilateral.